# Chad Reed
Chad Mark Reed AM, conegut com a Chad Reed   (Kurri Kurri, 15 de març de 1982), és un antic pilot professional de motocròs australià. Va competir als Campionats AMA entre el 1998 i el 2020 i en va guanyar un títol de motocròs i tres de supercross. El 2011 fou nomenat Membre de l'Orde d'Austràlia.

## Trajectòria esportiva
Chad Reed va començar la seva carrera amateur el 1997, quan va guanyar el campionat d'Austràlia en categoria júnior. El 1998 va esdevenir pilot professional i va passar a competir en la categoria de 250cc. El 2001 va disputar el Campionat del Món de 250cc amb Kawasaki i aquell primer any ja en va guanyar un Gran Premi i hi va acabar com a subcampió darrere de Mickaël Pichon.
A partir del 2002, Reed va començar a competir als Estats Units amb Yamaha. El seu primer any als campionats AMA en va guanyar el títol de supercross de 125cc de la Regió Est i fou subcampió de motocròs darrere de James Stewart. El 2003 va passar a 250cc i va ser-ne subcampió de supercross darrere de Ricky Carmichael i tercer al campionat de motocròs darrere de Carmichael i Kevin Windham. La temporada del 2004 va guanyar el campionat de supercross i fou subcampió de motocròs. El 2005 tornà a ocupar places de podi després d'una renyida temporada amb els seus rivals Carmichael i Stewart. El 2006, Reed va perdre per poc el títol de supercross davant Carmichael, mentre que va haver-se de retirar prematurament del campionat a l'aire lliure per una lesió a l'espatlla.

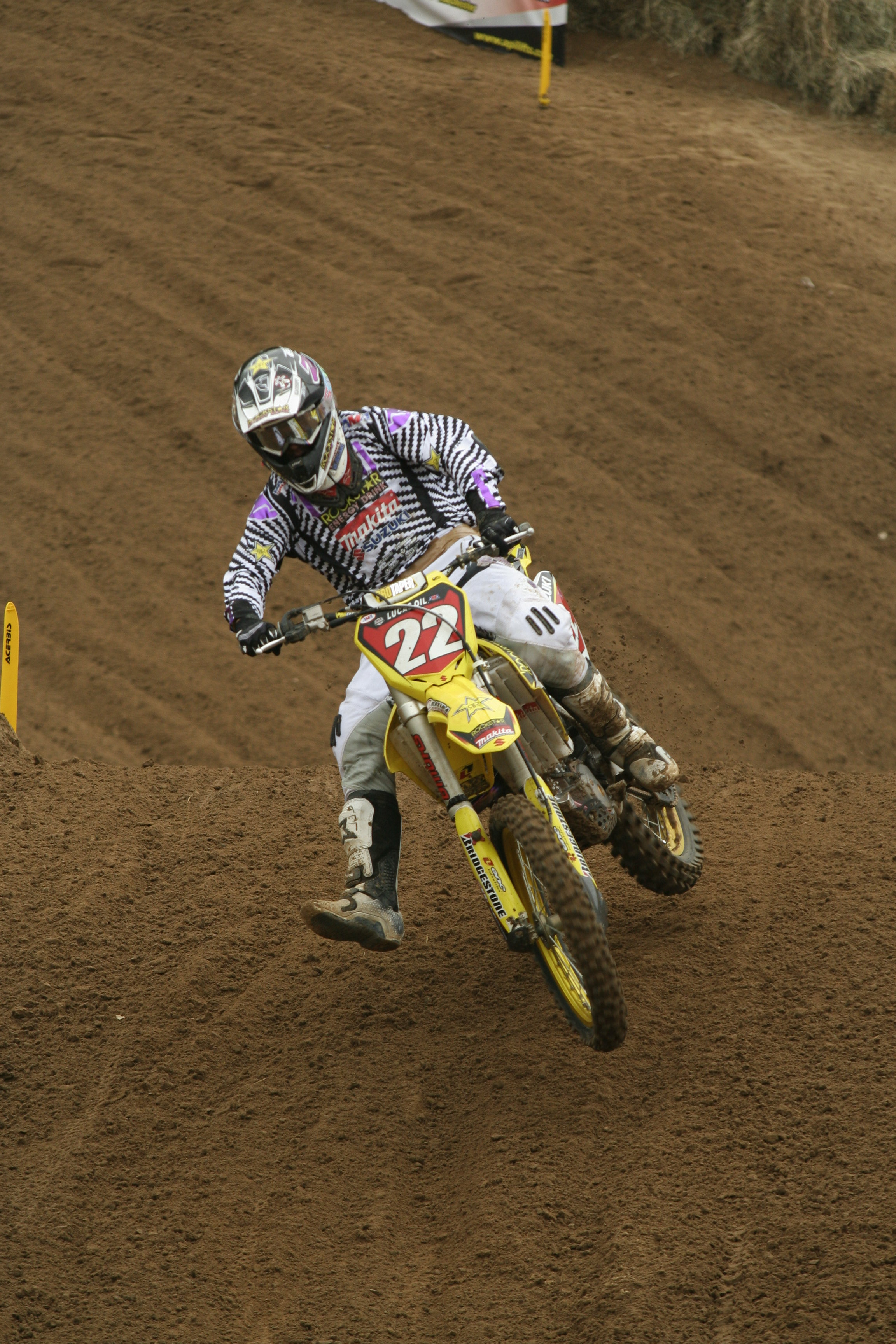
A Millville, Minnesota, el 2009

A partir del 2007, Reed va competir amb el seu propi equip, encara amb motos Yamaha, i va tornar a ser subcampió. El 2008 va poder tornar a guanyar el títol de supercross davant de Kevin Windham. La temporada del 2009 va passar a competir amb Suzuki i, després d'una absència de dues temporades al campionat a l'aire lliure, se'n va endur el títol. Aquella temporada guanyà també el seu segon campionat d'Austràlia de supercross consecutiu.
El 2010, Reed va tornar a canviar a Kawasaki, on tenia Ryan Villopoto de company d'equip. Aquella resultà ser una temporada molt dolenta per a l'australià a causa, entre altres problemes, d'una fractura de mà i del virus d'Epstein-Barr que va contraure. També es diu que la mort del seu bon amic Andrew McFarlane el va afectar en gran manera. El 2011, Reed va fundar el seu propi equip, equipat amb motocicletes Honda, i fou subcampió de supercross. El 2012, mentre tornava a anar segon al campionat, va patir una greu lesió al genoll i es va haver de perdre la resta de la temporada. La temporada següent, ja restablert, va tornar a patir diverses lesions, aquest cop lleus. El 2014, l'equip de Reed va canviar d'Honda a Kawasaki. L'australià va aconseguir guanyar algunes rondes, però va patir una lesió a l'espatlla i una fractura de clavícula. De nou amb Kawasaki el 2015, es va tornar a lesionar i va haver de retirar-se prematurament.
El 2018, Reed va competir amb una Husqvarna i el 2019 va tornar a Suzuki. A finals d'any va anunciar que la temporada del 2020 seria la seva darrera com a pilot professional de motocròs. Després de començar aquell darrer any amb una Honda, a meitat de temporada de supercross va canviar a KTM. Finalment, el 21 de juny de 2020 va córrer la seva darrera cursa de supercross com a professional, tal com havia anunciat.

## Palmarès

### Títols per any
| Any  | Equip    | Campionat                   | Classe     |
| ---- | -------- | --------------------------- | ---------- |
| 1997 | ?        | Campionat d'Austràlia de MX | Júnior     |
|      |          |                             |            |
| 2002 | Yamaha   | AMA Supercross              | 125cc East |
|      |          |                             |            |
| 2004 | Yamaha   | AMA Supercross              | 250cc      |
|      |          |                             |            |
| 2008 | Yamaha   | AMA Supercross              | 450cc      |
| 2008 | Suzuki   | Campionat d'Austràlia de SX | -          |
| 2009 | Suzuki   | AMA Motocross               | 450cc      |
| 2009 | Kawasaki | Campionat d'Austràlia de SX | -          |

### Resum
- 1 Campionat AMA de motocròs 450cc
- 3 Campionats AMA de supercross (1 x 450, 1 x 250, 1 x 125cc)
- 2 Campionats d'Austràlia de supercross
- 1 Campionat d'Austràlia de motocròs Júnior

### Resultats per any als campionats AMA
A 1 de setembre de 2017
(Llegenda)
| Any Campionat | Rda 1 | Rda 2 | Rda 3 | Rda 4 | Rda 5 | Rda 6 | Rda 7 | Rda 8 | Rda 9 | Rda 10 | Rda 11 | Rda 12 | Rda 13 | Rda 14 | Rda 15 | Rda 16 | Rda 17 | Posició mitjana | % Podis | Posició |
| ------------- | ----- | ----- | ----- | ----- | ----- | ----- | ----- | ----- | ----- | ------ | ------ | ------ | ------ | ------ | ------ | ------ | ------ | --------------- | ------- | ------- |
| 2002 125 SX-E | -     | -     | -     | -     | -     | 1     | 1     | 1     | 1     | 1      | -      | 1      | 2      | -      | -      | 2      | -      | 1,25            | 100%    | 1r      |
| 2002 125 MX   | 3     | 2     | 1     | 10    | 2     | 6     | 7     | 3     | 10    | 2      | 4      | 10     | -      | -      | -      | -      | -      | 5,00            | 50%     | 2n      |
| 2003 250 SX   | 1     | 2     | 6     | 2     | 2     | 1     | 6     | 2     | 3     | 2      | 1      | 1      | 1      | 1      | 1      | 1      | -      | 2,06            | 88%     | 2n      |
| 2003 250 MX   | 2     | 2     | 4     | 6     | 4     | 3     | 5     | 4     | 3     | 4      | 4      | -      | -      | -      | -      | -      | -      | 3,72            | 36%     | 3r      |
| 2004 250 SX   | 1     | 2     | 1     | 1     | 2     | 1     | 1     | 2     | 1     | 1      | 1      | 3      | 1      | 1      | 2      | 2      | -      | 1,43            | 100%    | 1r      |
| 2004 250 MX   | 3     | 3     | 2     | 2     | 3     | 2     | 2     | 2     | 10    | 2      | 6      | 2      | -      | -      | -      | -      | -      | 3,25            | 83%     | 2n      |
| 2005 250 SX   | 16    | 3     | 2     | 2     | 2     | 2     | 1     | 2     | 2     | 1      | 1      | 3      | 1      | 4      | 2      | 1      | -      | 2,81            | 88%     | 2n      |
| 2005 250 MX   | 2     | 6     | 2     | 2     | 10    | 3     | 3     | OUT   | OUT   | OUT    | OUT    | OUT    | -      | -      | -      | -      | -      | 4,57            | 71%     | 8è      |
| 2006 450 SX   | 2     | 2     | 2     | 5     | 2     | 3     | 1     | 2     | 3     | 2      | 5      | 3      | 3      | 1      | 2      | 3      | -      | 2,56            | 88%     | 3r      |
| 2006 450 MX   | 3     | 2     | 2     | 2     | 3     | 4     | 8     | 3     | 10    | OUT    | OUT    | OUT    | -      | -      | -      | -      | -      | 4,11            | 67%     | 6è      |
| 2007 450 SX   | 3     | 3     | 2     | 3     | 2     | 2     | 1     | 3     | 3     | 3      | 3      | 2      | 2      | 2      | 6      | 2      | -      | 2,62            | 94%     | 2n      |
| 2007 450 MX   | OUT   | OUT   | OUT   | 3     | OUT   | OUT   | OUT   | OUT   | OUT   | OUT    | OUT    | OUT    | -      | -      | -      | -      | -      | 3,00            | 100%    | 27è     |
| 2008 450 SX   | 1     | 2     | 1     | 1     | 1     | 1     | 2     | 6     | 1     | 7      | 7      | 1      | 1      | 12     | 2      | 2      | 1      | 2,88            | 76%     | 1r      |
| 2008 450 MX   | OUT   | OUT   | OUT   | OUT   | OUT   | OUT   | OUT   | OUT   | OUT   | OUT    | OUT    | OUT    | -      | -      | -      | -      | -      | OUT             | OUT     | OUT     |
| 2009 450 SX   | 3     | 2     | 2     | 2     | 2     | 2     | 2     | 2     | 1     | 1      | 2      | 1      | 2      | 2      | 7      | 2      | 2      | 2,17            | 94%     | 2n      |
| 2009 450 MX   | 4     | 3     | 3     | 1     | 4     | 2     | 1     | 1     | 1     | 1      | 8      | 10     | -      | -      | -      | -      | -      | 3,25            | 67%     | 1r      |
| 2010 450 SX   | 19    | 19    | OUT   | OUT   | OUT   | OUT   | OUT   | OUT   | OUT   | OUT    | OUT    | OUT    | 4      | 5      | 8      | OUT    | 2      | 9,50            | 17%     | 17è     |
| 2010 450 MX   | 1     | 2     | 18    | 3     | 9     | 2     | 34    | OUT   | OUT   | OUT    | OUT    | OUT    | -      | -      | -      | -      | -      | 9,85            | 57%     | 11è     |
| 2011 450 SX   | 5     | 4     | 7     | 2     | 3     | 6     | 1     | 3     | 2     | 3      | 2      | 2      | 8      | 4      | 3      | 2      | 1      | 3,41            | 65%     | 2n      |
| 2011 450 MX   | 1     | 1     | 3     | 1     | 3     | 1     | 5     | 4     | 4     | 39     | 4      | 7      | -      | -      | -      | -      | -      | 6,08            | 50%     | 3r      |
| 2012 450 SX   | 2     | 5     | 1     | 2     | 3     | 2     | 20    | OUT   | OUT   | OUT    | OUT    | OUT    | OUT    | OUT    | OUT    | OUT    | OUT    | 5,00            | 71%     | 12è     |
| 2012 450 MX   | OUT   | OUT   | OUT   | OUT   | OUT   | OUT   | OUT   | OUT   | OUT   | OUT    | OUT    | OUT    | -      | -      | -      | -      | -      | OUT             | OUT     | OUT     |
| 2013 450 SX   | 4     | 4     | 3     | 12    | 5     | 5     | 4     | 9     | 3     | 5      | 6      | 4      | OUT    | 5      | 20     | 10     | 6      | 6,50            | 13%     | 5è      |
| 2013 450 MX   | 15    | 23    | 12    | 14    | 14    | 12    | 12    | 7     | 8     | 13     | 38     | OUT    | -      | -      | -      | -      | -      | 15,27           | 0%      | 15è     |
| 2014 450 SX   | 3     | 9     | 1     | 3     | 1     | 12    | OUT   | OUT   | OUT   | OUT    | OUT    | OUT    | OUT    | OUT    | OUT    | OUT    | OUT    | 4,83            | 67%     | 14è     |
| 2014 450 MX   | 10    | 10    | 11    | 8     | 13    | 7     | 36    | 15    | 15    | 39     | 6      | 14     | -      | -      | -      | -      | -      | 15,33           | 0%      | 11è     |
| 2015 450 SX   | 10    | 10    | 22    | 3     | 6     | 4     | 11    | 1     | 7     | 5      | 9      | 4      | 8      | 5      | 8      | OUT    | 7      | 7,50            | 13%     | 4t      |
| 2016 450 SX   | 6     | 2     | 2     | 5     | 6     | 8     | OUT   | 3     | 12    | 22     | 4      | 4      | 6      | 6      | 9      | 9      | 4      | 6,75            | 19%     | 5è      |